# Leonida Negrescu
Leonida Negrescu (1857-1931) fue un arquitecto rumano.

## Biografía
Nacido en 1857 en Bucarest, era judío. En su ciudad natal realizó sus estudios de bachillerato y de la Escuela de Puentes y Carreteras. Luego se trasladó a París, donde asistió a la Escuela de Bellas Artes de 1879 a 1888. En esta etapa, durante los últimos años de su estancia en dicho centro, fue nombrado por el gobierno francés subinspector de las obras del edificio central de la Escuela de París y luego inspector general de los edificios inmobiliarios del barrio de Luxemburgo. De regreso a Rumania en 1888, fue nombrado arquitecto jefe de los ferrocarriles, de donde pasó al mismo cargo al Ministerio de Instrucción Pública. Sus principales obras fueron los gymnasium en Dorohoi, Vaslui, Râmnicu Sărat y varios planos-tipo para escuelas comunales y rurales, además de varios edificios particulares, entre ellos la casa Procopie Dimitrescu en Bucarest y la casa Ghiță Ionescu en Ploiești. También fue autor del monumento funerario del banquero Rosenthal en el cementerio judío. Falleció en 1931.